# Chi Lina
Chi Lina – chińska zapaśniczka w stylu wolnym. Brązowa medalistka mistrzostw Azji w 2000 roku.